# Volta a Espanha de 2012
A 67ª edição da Vuelta a España foi realizada entre os dias 18 de agosto e 9 de setembro de 2012, com 21 etapas. A prova teve início em Pamplona, com um contrarrelógio por equipes, e terminou, como tradicionalmente, em Madrid. O vencedor da prova foi Alberto Contador.

## Equipes
As 18 equipes do UCI World Tour participaram automaticamente da prova, e foram unidas por outras 4 equipes Pro Continentais, totalizando 22 equipes.
| ProTeams | ProTeams | Professional Continental Teams                     |
| - Ag2r-La Mondiale - Astana - BMC Racing Team - Euskaltel-Euskadi - FDJ-BigMat - Garmin-Sharp - Itera-Katusha - Lampre-ISD - {{{nome equipe-2012}}} | - Lotto-Belisol - Movistar Team - Orica-GreenEDGE - Omega Pharma-Quick Step - Rabobank - RadioShack-Nissan - Team Saxo Bank - Team Sky - Vacansoleil-DCM | - Andalucía - Caja Rural - Cofidis - Argos-Shimano |

## Etapas
| Etapa | Data       | Percurso                                | Distância | Tipo            | Tipo       | Vencedor           |          |
| ----- | ---------- | --------------------------------------- | --------- | --------------- | ---------- | ------------------ | -------- |
| 1     | 18 agosto  | Pamplona                                | 16.5 km   | Team Time Trial | CRE        | Movistar Team      |          |
| 2     | 19 agosto  | Pamplona – Viana                        | 181.4 km  |                 | Plano      | John Degenkolb     |          |
| 3     | 20 agosto  | Oion – Arrate (Eibar)                   | 155.3 km  |                 | Acidentado | Alejandro Valverde |          |
| 4     | 21 agosto  | Barakaldo – Valdezcaray                 | 160.6 km  |                 | Acidentado | Simon Clarke       |          |
| 5     | 22 agosto  | Logroño – Logroño                       | 168 km    |                 | Plano      | John Degenkolb     |          |
| 6     | 23 agosto  | Tarazona – El Fuerte del Rapitán (Jaca) | 175.4 km  |                 | Acidentado | Joaquim Rodríguez  |          |
| 7     | 24 agosto  | Huesca – Motorland Aragon (Alcañiz)     | 164.2 km  |                 | Plano      | John Degenkolb     |          |
| 8     | 25 agosto  | Lleida – Coll de la Gallina             | 174.7 km  |                 | Montanha   | Alejandro Valverde |          |
| 9     | 26 agosto  | Andorra – Barcelona                     | 196.3 km  |                 | Plano      | Philippe Gilbert   |          |
|       | 27 agosto  | Rest day                                | Rest day  | Rest day        | Rest day   | Rest day           | Rest day |
| 10    | 28 agosto  | Ponteareas – Sanxenxo                   | 190 km    |                 | Plano      | John Degenkolb     |          |
| 11    | 29 agosto  | Cambados – Pontevedra                   | 39.4 km   | Team Time Trial | CRI        | Fredrik Kessiakoff |          |
| 12    | 30 agosto  | Vilagarcía – Mirador de Ezaro (Dumbria) | 190.5 km  |                 | Acidentado | Joaquim Rodríguez  |          |
| 13    | 31 agosto  | Santiago de Compostela – Ferrol         | 172.8 km  |                 | Plano      | Steve Cummings     |          |
| 14    | 1 setembro | Palas de Rei – Los Ancares              | 149.2 km  |                 | Montanha   | Joaquim Rodríguez  |          |
| 15    | 2 setembro | La Robla – Lagos de Covadonga           | 186.5 km  |                 | Montanha   | Antonio Piedra     |          |
| 16    | 3 setembro | Gijón – Cuitu Negro                     | 183.5 km  |                 | Montanha   | Dario Cataldo      |          |
|       | 4 setembro | Rest day                                | Rest day  | Rest day        | Rest day   | Rest day           | Rest day |
| 17    | 5 setembro | Santander – Fuente Dé                   | 187.3 km  |                 | Acidentado | Alberto Contador   |          |
| 18    | 6 setembro | Aguilar de Campoo – Valladolid          | 204.5 km  |                 | Plano      | Daniele Bennati    |          |
| 19    | 7 setembro | Peñafiel – La Lastrilla                 | 178.4 km  |                 | Plano      | Philippe Gilbert   |          |
| 20    | 8 setembro | Palazuelos de Eresma – Bola del Mundo   | 170.7 km  |                 | Montanha   | Denis Menchov      |          |
| 21    | 9 setembro | Cercedilla – Madrid                     | 115 km    |                 | Plano      | John Degenkolb     |          |

## Classification leadership table
| Etapa | Vencedor           | Classificação Geral  | Classificação dos Pontos | Classificação de Montanha | Classificação Combinada | Classificação por Equipes | Prémio de Combatividade |
| ----- | ------------------ | -------------------- | ------------------------ | ------------------------- | ----------------------- | ------------------------- | ----------------------- |
| 1     | Movistar Team      | Jonathan Castroviejo | sem premiação            | sem premiação             | sem premiação           | Movistar Team             | Imanol Erviti           |
| 2     | John Degenkolb     | Jonathan Castroviejo | John Degenkolb           | Javier Chacón             | Javier Chacón           | Movistar Team             | Javier Aramendia        |
| 3     | Alejandro Valverde | Alejandro Valverde   | Alejandro Valverde       | Pim Ligthart              | Alejandro Valverde      | Movistar Team             | Philippe Gilbert        |
| 4     | Simon Clarke       | Joaquim Rodríguez    | Simon Clarke             | Simon Clarke              | Joaquim Rodríguez       | Rabobank                  | Luis Ángel Maté         |
| 5     | John Degenkolb     | Joaquim Rodríguez    | John Degenkolb           | Simon Clarke              | Joaquim Rodríguez       | Rabobank                  | Javier Chacón           |
| 6     | Joaquim Rodríguez  | Joaquim Rodríguez    | John Degenkolb           | Simon Clarke              | Joaquim Rodríguez       | Team Sky                  | Thomas De Gendt         |
| 7     | John Degenkolb     | Joaquim Rodríguez    | John Degenkolb           | Simon Clarke              | Joaquim Rodríguez       | Team Sky                  | Javier Aramendia        |
| 8     | Alejandro Valverde | Joaquim Rodríguez    | John Degenkolb           | Alejandro Valverde        | Joaquim Rodríguez       | Rabobank                  | Javier Aramendia        |
| 9     | Philippe Gilbert   | Joaquim Rodríguez    | Joaquim Rodríguez        | Alejandro Valverde        | Joaquim Rodríguez       | Rabobank                  | Javier Chacón           |
| 10    | John Degenkolb     | Joaquim Rodríguez    | John Degenkolb           | Alejandro Valverde        | Joaquim Rodríguez       | Rabobank                  | Javier Aramendia        |
| 11    | Fredrik Kessiakoff | Joaquim Rodríguez    | John Degenkolb           | Alejandro Valverde        | Joaquim Rodríguez       | Rabobank                  | Fredrik Kessiakoff      |
| 12    | Joaquim Rodríguez  | Joaquim Rodríguez    | Joaquim Rodríguez        | Alejandro Valverde        | Joaquim Rodríguez       | Rabobank                  | Mikel Astarloza         |
| 13    | Steve Cummings     | Joaquim Rodríguez    | Joaquim Rodríguez        | Alejandro Valverde        | Joaquim Rodríguez       | Rabobank                  | Juan Antonio Flecha     |
| 14    | Joaquim Rodríguez  | Joaquim Rodríguez    | Joaquim Rodríguez        | Simon Clarke              | Joaquim Rodríguez       | Rabobank                  | Juan Manuel Gárate      |
| 15    | Antonio Piedra     | Joaquim Rodríguez    | Joaquim Rodríguez        | Simon Clarke              | Joaquim Rodríguez       | Movistar Team             | Antonio Piedra          |
| 16    | Dario Cataldo      | Joaquim Rodríguez    | Joaquim Rodríguez        | Simon Clarke              | Joaquim Rodríguez       | Movistar Team             | Dario Cataldo           |
| 17    | Alberto Contador   | Alberto Contador     | Joaquim Rodríguez        | Simon Clarke              | Joaquim Rodríguez       | Movistar Team             | Alberto Contador        |
| 18    | Daniele Bennati    | Alberto Contador     | Joaquim Rodríguez        | Simon Clarke              | Joaquim Rodríguez       | Movistar Team             | Gatis Smukulis          |
| 19    | Philippe Gilbert   | Alberto Contador     | Joaquim Rodríguez        | Simon Clarke              | Joaquim Rodríguez       | Movistar Team             | Ji Cheng                |
| 20    | Denis Menchov      | Alberto Contador     | Joaquim Rodríguez        | Simon Clarke              | Joaquim Rodríguez       | Movistar Team             | Simon Clarke            |
| 21    | John Degenkolb     | Alberto Contador     | Alejandro Valverde       | Simon Clarke              | Alejandro Valverde      | Movistar Team             | sem premiação           |
| Final | Final              | Alberto Contador     | Alejandro Valverde       | Simon Clarke              | Alejandro Valverde      | Movistar Team             | Alberto Contador        |